# Radics Attila eltűnése
Radics Attila és családjának eltűnése egyike a legismertebb felderítetlen magyarországi bűnügyeknek. A szervezett bűnözői körökhöz köthető Radics Attila és két családtagja 2002. január 23-án tárnoki otthonukból tűntek el. A rendőrség által a házban rögzített nyomok az ott lezajlott erőszakos cselekedetekre utaltak, azonban azokból a tényleges bűncselekményt (emberölés, testi sértés, stb) nem lehetett megállapítani. A rendőrség az eseményt követően 10 évig kezelte eltűnésként az ügyet, majd Portik Tamás letartóztatása után emberölés ügyében folytatták a nyomozást. A 2020-as évek elejére nagyon valószínűvé vált, hogy mindhárom eltűnt személyt meggyilkolták, a gyilkosságok pontos lezajlását azonban a rendőrség nem tudta megállapítani. A család tagjainak maradványait nem találták meg. A sajtóhoz eljutott információk szerint a rendőrség az elkövetők kilétét ismeri, bizonyítékai azonban elégtelenek.  

## Az események háttere

### Maffiaháború Magyarországon
A rendszerváltás idején megszerveződő bűnözői csoportok az 1990-es évek közepére igen megerősödtek Magyarországon. Jelentős hatalomra és tőkére tett szert a Portik Tamás és az Energol Rt. körül kialakult bűnözői csoport. A különböző szervezett bűnözői csoportok között az idő múltával érdekkülönbségek, üzleti konfliktusok keletkeztek. Az évtized közepe után az állam mind határozottabban lépett fel a bűnözői csoportok jövedelmének és befolyásának csökkentése érdekében, elsősorban az ún. olajszőkítés megszüntetése révén. A csökkenő bevételek a szervezett bűnözésen belüli lappangó konfliktusok fokozódó éleződéséhez vezettek. A feszültségek elemi erővel robbantak ki, amikor a maffián belül pénzügyi műveleteket folytató Lakatos András megszökött a Prisztrás Józseftől és Portik Tamástól kölcsönkért tőkével. A szervezett bűnözés különböző csoportjainak hatalmi harca az erőszakos bűncselekmények korábban nem tapasztalt hullámához vezetett Magyarországon az 1990-es évek második felében.

### Radics Attila
Radics Attila a magyarországi szervezett bűnözői csoportok egyik ún. katonája volt. A roma származású férfit orosz bűnözői körökkel és a Portik Tamás körül szerveződő maffiaklánnal is kapcsolatba hozták az eltűnése utáni időben. Radics néhány évvel korábban kötötte össze életét a korábbi férje nevét viselő Bihon Lászlónéval. Élettársként éltek együtt a nő korábbi házasságából származó gyerekekkel Tárnokon. Radicsék afféle nagyvárosból kiköltözött jómódú roma családként éltek a tárnoki környezetben. Szomszédaikat nem ismerték közelebbről, azokkal kapcsolatuk konfliktusmentes volt. A szomszédok szerint Radicsék gyakran rendeztek nagyobb vendégségeket, összejöveteleket. Radics Attila saját őrző-védő és autókereskedő vállalkozásait működtette és részt vett a szervezett bűnözés tevékenységében is. A sajtóban többször megjelent állítás szerint 1999-ben Radics lőtte agyon Tahitótfalun Seres Zoltánt, Portik egyik ellenlábasát. A merénylet után Radics mind jobban ivott és kábítószerezett, a maffián belül pedig megrendült a helyzete. Társai egyre kevésbé bíztak meg benne és tartottak attól, hogy egy mámoros pillanatában beszél valakinek az 1999-es kettős gyilkosságról. Erre utal, hogy eltűnése előtt Radics vállalkozásait a maffiához köthető más személyek szerezték meg.

## Az ügy története

### A család eltűnése
A család eltűnése csütörtöki napra esett, a nap első felében a családtagok a szokásos tevékenységeiket végezték. A legidősebb leánygyermek hétköznap lévén elment iskolába, míg két kisebb testvére a felnőttekkel maradt. Bihon Lászlóné a délelőtt folyamán elhagyta a lakást és befizette a villanyszámlát. A lakásba történő visszaérkezése és a legidősebb leánygyermek hazaérkezése közötti események tisztázatlanok. Az eltűnés idején a lakásban Radics Attila, Bihon Lásznóné, a három éves Bihon Sára és a nyolc hónapos leánygyermek tartózkodott, illetve jártak ott olyan személyek is, akiket a későbbiekben sem tudtak azonosítani. A családi házban bizonyosan erőszakos események történtek, de ezeknek konkrét időpontja és jellege, az abban résztvevők szerepe és későbbi sorsa ismeretlen.
A legidősebb leánygyermek kora délután érkezett haza az iskolából. A családi ház ajtajait nyitva találta, majd kisgyermek sírására figyelt fel. A 8 hónapos lánytestvérét az emeleten a padlón kúszva találta meg, de a többi családtagnak nem volt nyoma. A nagylány bejelentést tett a rendőrségen a családtagjai eltűnéséről. A kiérkező rendőrök a lakásban töltényhüvelyeket, lövések nyomait és vérnyomokat találtak. (A sajtó a talált vér mennyiségéről igen eltérő adatokat közölt.) A vérnyomok Bihon Lászlónétól és a család 3 éves lánygyermekétől származtak. A lakást nem dúlták fel, nem kutatták át, a berendezési tárgyak közül semmi sem hiányzott. A szomszédok semmilyen szokatlan eseményről nem számoltak be.

### Elhúzódó nyomozás
Radics Attila családjának eltűnése ügyében a Pest Megyei Rendőr-főkapitányság kezdett nyomozni. A rendőrség kezdetben csak közigazgatási eljárás keretében vizsgálta az eltűnést, illetve emberrablásra gyanakodott és a túszejtők jelentkezésére várt. Később nyomravezetői díjat tűztek ki, ám az ügyben semmilyen információ nem érkezett a nyomozókhoz.
Először 2005-ben, egy diósdi emberölés gyanúsítottjainak elfogásakor merült fel, hogy az elkövetők azonosak lehetnek Radics Attila családjának elhurcolóival. Ez a feltevés később tévesnek bizonyult. Az ügy felderítésének esélyével leginkább Portik Tamás 2012-es elfogása kecsegtetett, amelynek nyomán újraindult a nyomozás, akkor már emberölés gyanújával. Az akkor elindult nyomozást a rendőrség 2016-ban állította le. 2018-ban a pilisszentiváni erdőben talált emberi maradványokról gyanították kezdetben, hogy az eltűnt család tagjai lennének. A sajtóban többször is megjelent állítás szerint a rendőrség legkésőbb 2016 óta tudja, hogy kik a Radics-család gyilkosai, ám bizonyítékai a vádemeléshez és egy eredményes bírósági tárgyaláshoz elégtelenek.

## A lehetséges események

### A „megvadult családfő”
A feltételezés szerint Radics Attila (talán már sokadik alkalommal) összeveszett feleségével, aki ezúttal azzal fenyegette meg, hogy a rendőrségre megy és ott beszámol Radics maffiakapcsolatairól. A veszekedés hevében az esetleg alkohol vagy kábítószer hatása alatt álló férfi fegyvert vett elő és lőni kezdett élettársára és a három éves kislányra. A lövések következtében Bihon Lászlóné és Sára is életüket vesztették. A saját tettétől megrettent Radics a holttestek eltüntetésében járatos bűnözői kapcsolataihoz fordult. A tárnoki házhoz a filmekből ismert megoldóemberek érkeztek, akik eltüntették a két holttestet és magukkal vitték Radics Attilát. A holttestektől megszabadultak, Radicsot pedig egyfajta védőőrizetbe vették. Az alkoholfüggőséggel vagy lelkiismeretével viaskodó férfi azonban jelentős kockázatot jelentett a szervezett bűnözés számára. Félő volt, hogy Radics egy meggondolatlan pillanatban elmegy a rendőrségre, ahol a családtagjainak sorsa mellett a maffiakapcsolatairól is beszámol. Ezért a férfit védelmező személyek úgy határoztak, hogy meggyilkolják egykori emberüket. Radiccsal körülbelül másfél hónappal az eltűnése után végzett a szervezett bűnözői kör egy ismeretlen tagja.
A családirtás teóriát erősítik a Radics Attila eltűnés utáni feltűnéseiről szóló értesülések. A férfit több héttel eltűnése után ismerősei és rokonai is látták Pécsen, Győrben és Budapesten. Szintén a Radics Attila által elkövetett kettős emberölés verzióját erősítette meg az eltűnés ügyén dolgozó újságíró informátora is 2014-ben.

### Maffialeszámolás
A történet egy másik lehetséges változata szerint Radics Attila túl sokat fecsegett a tahitótfalui gyilkosságról, vagy megpróbálta megzsarolni a főnökét, Portik Tamást. A maffiavezér válaszul bérgyilkosokat küldött Tárnokra. Az eltűnés napján a bérgyilkosok meg is érkeztek a házhoz, ám a lakásba lépésükkor azzal szembesültek, hogy nem csak a célszemély tartózkodik a családi házban, hanem annak családtagjai is. A maffia emberei a számukra legbiztonságosabb megoldást választották: végeztek Radiccsal, a feleségével és a három éves gyermekkel is. Az emeleten lévő pár hónapos babát nem találták meg, vagy pedig azért nem bántották, mert az életkoránál fogva nem tudta volna információkkal segíteni a nyomozást. A Radics-család tagjainak holttesteit a bűnözők magukkal vitték és elrejtették vagy megsemmisítették.
A család maffia általi kiirtását valószínűsíti a Portik Tamás elleni büntetőper során keletkezett egyik vallomás. Eszerint Portik egyik üzleti partnere mélységesen felháborodott a családtagok meggyilkolása miatt és már 2002-ben információt juttatott el a rendőrséghez a bűncselekmény elkövetőiről. Szintén ezt a forgatókönyvet valószínűsíti az a 2016-os rendőrségi szivárogtatás, miszerint a nyomozók ismerik a bűncselekmény megrendelőjét, ismerik a gyilkosságot elkövető öt személy kilétét is, ám bizonyítékaik elégtelenek egy büntetőper eredményes végigviteléhez.

## Lehetséges elkövetők
A sajtó többször is valószínű elkövetőként jelölte meg Bíró Lászlót. A férfi Portik Tamás köréhez tartozott és egy motoros egyesületben volt Radics Attilával. A közös szenvedély miatt a rendőrök feltételezték, hogy Bíró vezette azt a motorkerékpárt, amelynek hátsó üléséről Radics szitává lőtte Tahitótfalun Seres Zoltánt és olasz üzlettársát. Bíró Lászlót 2012-ben letartóztatták a Seres megölésében való bűnrészesség gyanújával, ám a nyomozók képtelenek voltak igazolni gyanújukat, Bírót nyolc hónap letartóztatás után szabadon engedték. A sajtóban többször megjelent információk alapján Bíró László az az ember, aki utoljára találkozott Radics Attilával.
Lehetséges elkövetőként említette a sajtó Hatvani Istvánt. Hatvani szintén Portik testőre volt. A férfit korábban tévesen ítélték el Prisztrás József meggyilkolása miatt, a rendőrség pedig kapcsolatba hozta őt a Radics-család ügyével is.